# Ligne 19 du métro de Hangzhou
 (décembre 2021).
Si vous disposez d'ouvrages ou d'articles de référence ou si vous connaissez des sites web de qualité traitant du thème abordé ici, merci de compléter l'article en donnant les références utiles à sa vérifiabilité et en les liant à la section « Notes et références ».
La ligne 19 (chinois simplifié : 杭州地铁19号线, pinyin : Hángzhōu dìtiě shíjiǔ hào xiàn), égalemen appelée comme la ligne Airport Express  ou de Central Express line (chinois simplifié : 中轴快线) avant l'augmentation, est une ligne rapide desservant la ville de Hangzhou, dans la province du Zhejiang en République Populaire de Chine. La ligne aura une longueur de 57,5km et un total de 15 stations, dont 11 stations de correspondance. La ligne relie deux gares principaux de Hangzhou: Gare de Hangzhou-Ouest (West railway station) et Gare de Hangzhou-Est (East railway station), le siège social de la société Alibaba, le centre-ville et l'Aéroport Int'l de Xiaoshan. La mise en service de cette ligne était le 22 septembre 2022. Trois arrêts additionnels ont été ajoutés en 2023. 

## Caractéristiques

### Liste des stations
| Route | Nom de la station | Nom de la station                  | Nom de la station                  | Correspondances            | Distance       | Distance    | Quartier   | Date mise en service |
| Route | Chinois           | Traduction Français                | Nom officiel (en anglais)          | Correspondances            | Espacement (m) | Kilométrage | Quartier   | Date mise en service |
| ----- | ----------------- | ---------------------------------- | ---------------------------------- | -------------------------- | -------------- | ----------- | ---------- | -------------------- |
|       |                   |                                    |                                    |                            |                |             |            |                      |
| \|    | 苕溪              | Tiaoxi                             | Tiaoxi                             |                            | N/A            | K1+522      | Yuhang     | Pas de service       |
| ●     | 火车西站          | Gare de l'Ouest                    | West Railway Station               | 3 Gare de Hangzhou-Ouest   | 4155           | K5+707      | Yuhang     | 22 septembre 2022    |
| ●     | 创景路            | Chemin Chuangjing                  | Chuangjing Road                    | 5                          | 2686           | K8+393      | Yuhang     | 22 septembre 2022    |
| ●     | 海创园            | Haichuangyuan                      | Haichuangyuan                      |                            | 2189           | K10+582     | Yuhang     | 22 septembre 2022    |
| \|    | 荆长路            | Station ventilation 2#             | Station ventilation 2#             |                            | ---            | ---         | Yuhang     | pas de service       |
| ●     | 西溪湿地北        | Parc Humide de Xixi nord           | North Xixi Wetland                 |                            | 4959           | K15+541     | Xihu       | 22 septembre 2022    |
| \|    | 五联              | Wulian                             | Wulian                             |                            | ---            | ---         | Xihu       | 30 novembre 2023     |
| \|    | 文三路            | Chemin Wensan                      | Wensan Road                        | 10                         | 6125           | K21+666     | Xihu       | 21 février 2023      |
| ●     | 沈塘桥            | Pont Shentang                      | Shentangqiao                       | 2                          | 1927           | K23+593     | Gongshu    | 22 septembre 2022    |
| ●     | 西湖文化广场      | Place culturelle du Lac de l'Ouest | West Lake Cultural Square          | 1 3                        | 1729           | K25+322     | Gongshu    | 22 septembre 2022    |
| \|    | 驿城路            | Rue Yicheng                        | Yicheng Road                       |                            | ---            | ---         | Shangcheng | 30 novembre 2023     |
| ●     | 火车东站 (东广场) | Gare de l'Est (Square Est)         | East Railway Station (East Square) | 1 4 6 Gare de Hangzhou-Est | 5906           | K31+228     | Shangcheng | 22 septembre 2022    |
| ●     | 御道              | Yudao                              | Yudao                              | 9                          | 3003           | K34+231     | Shangcheng | 22 septembre 2022    |
| ●     | 平澜路            | Rue Pinglan                        | Pinglan Road                       |                            | 2645           | K36+876     | Xiaoshan   | 22 septembre 2022    |
| ●     | 耕文路            | Rue Gengwen                        | Gengwen Road                       |                            | 4808           | K41+684     | Xiaoshan   | 22 septembre 2022    |
| ●     | 知行路            | Rue Zhixing                        | Zhixing Road                       |                            | 3533           | K45+217     | Xiaoshan   | 22 septembre 2022    |
| ●     | 萧山国际机场      | Aéroport international de Xiaoshan | Xiaoshan International Airport     | 1 7 Aéroport HGH           | 10110          | K55+327     | Xiaoshan   | 22 septembre 2022    |
| ●     | 永盛路            | Rue Yongsheng                      | Yongsheng Road                     | 7                          | 3610           | K58+937     | Xiaoshan   | 22 septembre 2022    |
|       |                   |                                    |                                    |                            |                |             |            |                      |

## Exploitation
La fréquence du service est d'environ 8 minutes, avec une fréquence de 5 minutes pendant l'heure de pointe. 